# Saint-Martin-de-Bréthencourt
Saint-Martin-de-Bréthencourt är en kommun i departementet Yvelines i regionen Île-de-France i norra Frankrike. Kommunen ligger i kantonen Saint-Arnoult-en-Yvelines som tillhör arrondissementet Rambouillet. År 2022 hade Saint-Martin-de-Bréthencourt 688 invånare.

## Befolkningsutveckling
Antalet invånare i kommunen Saint-Martin-de-Bréthencourt
| Referens: INSEE |